# Walpertskirchen
Walpertskirchen er en kommune i Landkreis Erding i Regierungsbezirk Oberbayern i den tyske delstat Bayern. Den er en del af Verwaltungsgemeinschaft Hörlkofen.

## Geografi
Walpertskirchen ligger i Region München cirka 8 km sydøst for Erding, 15 km vest for Dorfen, 24 km nord for Ebersberg, 40 km nordøst for delstatshovedstaden München og 20 km fra Flughafen München .